# Trimingham
Trimingham – wieś w Anglii, w hrabstwie Norfolk, w dystrykcie North Norfolk. Leży 31 km na północ od Norwich i 186 km na północny wschód od Londynu. W 2001 miejscowość liczyła 139 mieszkańców.